# DN72A
DN72A este un drum național din România, care face legătura între orașele Târgoviște și Câmpulung, pe valea Dâmboviței. Drumul se termină în DN73 lângă Câmpulung, în localitatea Valea Mare-Pravăț.